# Fornacalia

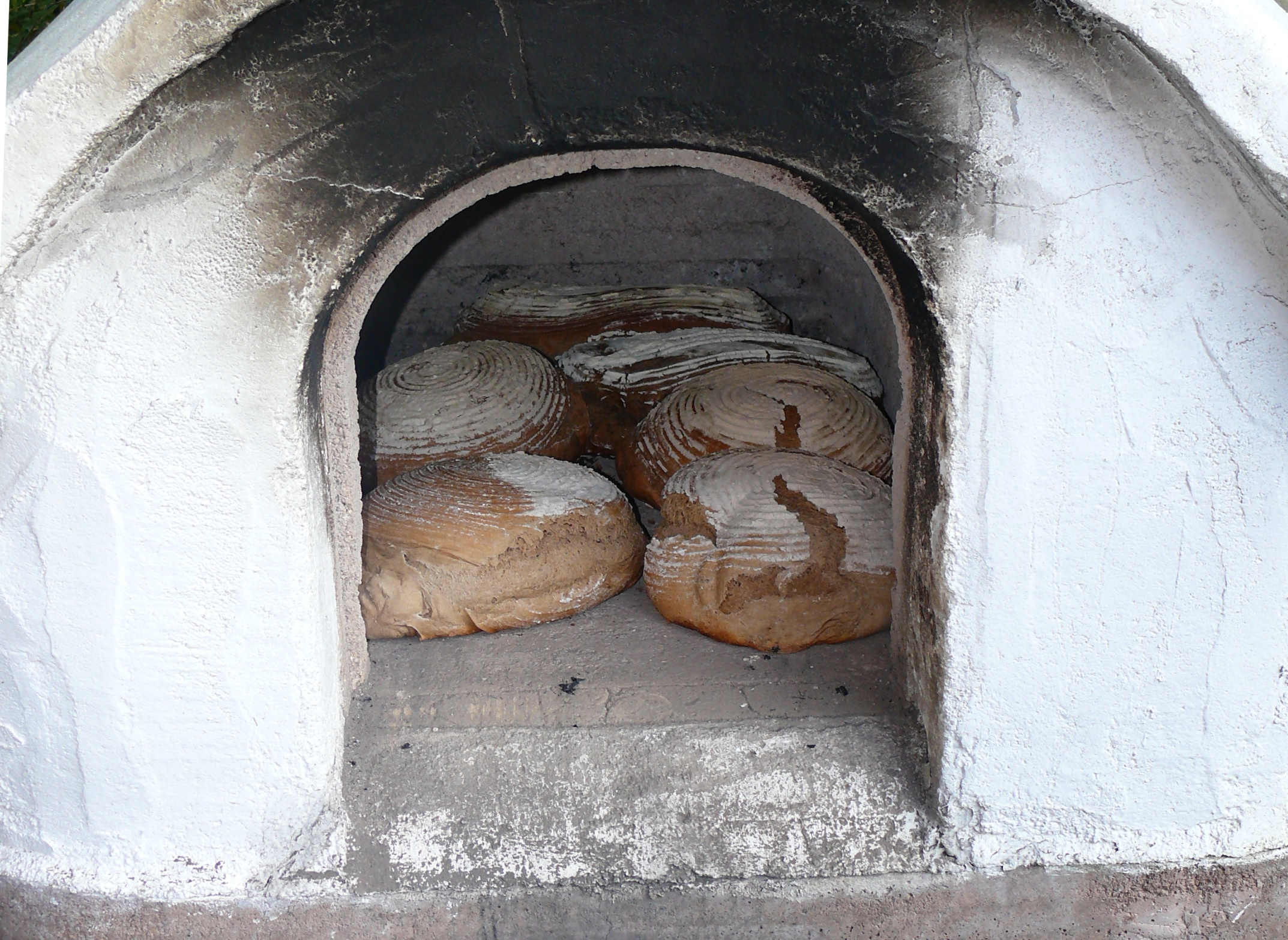
trigo horneado, como representación festiva romana.

Las fornacalias eran las fiestas de los hornos que celebraban los romanos. 
Se trataba de sacrificios que ofrecían los romanos secando el trigo en los hornos antes de molerlo. Desde su fundador Numa Pompilio, se celebraban el 18 de febrero en honor de la diosa Fornace para darle gracias por haber enseñado a los hombres el uso de los hornos.